# Geboortekathedraal van de Moeder Gods (Sarajevo)
De Geboortekathedraal van de allerheiligste Moeder Gods (Servisch: Саборна Црква Рођења Пресвете Богородице, oSaborna Crkva Rođenja Presvete Bogorodice) in Sarajevo, de hoofdstad van Bosnië en Herzegovina, is een van de grootste Servisch-orthodoxe kerken op de Balkan. Het is de kathedraal van de eparchie van Dabro-Bosnië van de Servisch-orthodoxe Kerk en staat in het stadscentrum, niet ver van de Rooms-katholieke Kathedraal van het Heilig Hart van Jezus.

## Geschiedenis
Het besluit om de kathedraal te bouwen viel in het jaar 1859, nadat de Europese grootmachten Groot-Brittannië, Rusland en Frankrijk zware druk hadden uitgeoefend op het Ottomaanse Rijk om haar christelijke burgers meer vrijheid van godsdienst te verlenen. Het Verdrag van Parijs uit 1856 regelde de voorwaarden hiervoor. De gelijkstelling van christenen aan moslims leidde tot de bouw van veel nieuwe kerken en de heropening van christelijke scholen in het door de Turken bezette Zuidoost-Europa. Stadscentra van o.a. Belgrado, Novi Sad, Niš, Mostar en ook Serajevo kregen nieuwe kathedralen.
Vanaf 1859 begon men met het bijeen brengen van de bouwmaterialen en de aankoop van een stuk grond op de rechteroever van de Miljacka. In 1863 werd begonnen met de bouw en op 11 juni 1864 werd het fundament van de kathedraal gezegend. De bouw van de kathedraal duurde alles bij elkaar elf jaar. Metropoliet Pajsije kon de kathedraal op 20 juli 1874 de kathedraal plechtig wijden.
De kosten van de bouw werden grotendeels door de orthodoxe gemeenschap van Sarajevo bijeengebracht. Architect van de kathedraal werd Andrej Damjanov uit Veles die ook de (in 1992-1994) verwoestte Drie-eenheidskathedraal van Mostar had gebouwd.

## Eerste Wereldoorlog
Al één dag na de moord op Frans Ferdinand van Oostenrijk vonden er in Sarajevo georkestreerde anti-Servische rellen plaats. Voordat een opgezweepte menigte zich naar de orthodoxe kathedraal begaf, beschadigden de demonstranten het Servisch-orthodoxe seminarie en de woning van de Metropoliet. Vervolgens trokken de demonstranten naar de kathedraal en arresteerden daar alle geestelijken en gelovigen die zich op dat moment toevallig in de kathedraal bevonden. Velen van hen werden later gedood.
Tijdens de Eerste Wereldoorlog lieten de Oostenrijkers de loden dakbedekking van de kathedraal vervangen door minderwaardig materiaal, waardoor de kerk in die periode ten prooi viel aan verval. Ook lieten de Oostenrijkers de klokken van de kathedraal verwijderen.
De volledige renovatie van de kathedraal na de oorlog duurde tot kerstmis 1922. Er werden diverse werkzaamheden verricht en ook kocht de kerk weer nieuwe klokken.

## Tweede Wereldoorlog
Met het uitbreken van de Tweede Wereldoorlog brak opnieuw een periode van rampspoed aan voor de Servische gemeenschap van Sarajevo. In mei 1941 verbood het Ustašaregime het cyrillisch schrift in Sarajevo. Op 12 mei 1941 werd de metropoliet van Sarajevo Petar Zimonjić door leden van de Ustašabeweging gearresteerd en enkele dagen later naar Zagreb gedeporteerd. De metropoliet is later vermoord maar of dat gebeurde in het concentratiekamp Jasenovac of Jadovno blijft onbevestigd. De Servisch-orthodoxe Kerk werd verboden en alle geestelijken die men te pakken kon krijgen werden naar concentratiekampen gedeporteerd. Weinig orthodoxe priesters in Sarajevo overleefden de Tweede Wereldoorlog.

## Bosnische Oorlog
Tijdens de Bosnische Burgeroorlog en de belegering van Sarajevo werd de Geboortekathedraal zwaar beschadigd. Erediensten vonden er van 1992 tot 1996 niet meer plaats. De woning van de metropoliet, die zich in de nabijheid van de kathedraal bevindt, werd in 1992 gebombardeerd en leeggeroofd. In hetzelfde jaar brandde een deel van het gebouw af, waaronder de historisch waardevolle bibliotheek en het historische archief. Gedurende de oorlog vluchtten ongeveer 200.000 Serviërs uit Sarajevo en kwamen terecht in gebieden die tevoren door troepen van de Bosnische Serviërs "etnisch gezuiverd" waren.

## Herstel
Na het einde van de oorlog en de belegering van Sarajevo werd van de kathedraal zowel het exterieur als het interieur gerenoveerd. De gebouwen van het orthodoxe seminarie waren intussen door een Hogeschool ingenomen. Meerdere verzoeken van de Servisch-orthodoxe Kerk om teruggave van de gebouwen bleven zonder enig succes. Tijdens de vijandelijkheden had metropoliet Nikolaj de bisschopszetel van Serajevo verplaatst naar Sokolac in het Servische deel van Bosnië en Herzegovina. Toen eenmaal de situatie in Sarajevo stabiliseerde eiste de orthodoxe bevolking van Sarajevo dat de Geboortekathedraal weer de bisschopskerk van het bisdom zou worden. De eis werd ingewilligd en tegenwoordig worden alle belangrijke kerkelijke feesten weer in de kathedraal gevierd.

## Architectuur
De kathedraal is een driebeukige basiliek met de voor orthodoxe kerken typische vijf koepels op het dak. Het grondplan is een langgerekt Grieks kruis. De kathedraal is 37 meter lang een 22,5 meter breed, de grootste koepel is 34 meter hoog en de in barokke stijl gebouwde kerktoren heeft een hoogte van 45 meter. De vergulde iconostase bevat iconen die in 1873 uit Rusland kwamen. Het interieur wordt versierd met een groot aantal schilderijen van verschillende kunstenaars, waaronder de belangrijke Servische kunstenaar Paja Jovanović.